# Casa d'Orleans

Armes dels Orleans a partir del s. XIV.

La Casa d'Orleans  ( Orléans , en francès), també coneguda com a  Casa de Borbó-Orleans , ha estat durant molts segles una de les més importants famílies franceses. El duc d'Orleans sempre ha estat un personatge estretament lligat al rei de França.
El 1830, després de la revolució de juliol, la casa d'Orleans es va convertir en la casa governant, després reemplaçar Lluís Felip I, fill de Lluis Felip Josep, duc d'Orleans a Carles X de la restaurada casa de Borbó.

## Pretendent a la Corona de França

Armes dels Orleans fins al s. XIV

- Lluis Felip d'Orleans (1850-1894)
- Lluis Felip d'Orleans (1894-1926)
- Joan d'Orleans (1926-1940)
- Enric d'Orleans (1940-1999)
- Enric d'Orleans (1999-present)

## Pretendent al tron del Brasil
- Gastón del Brasil,  pretendent  amb Isabel de Bragança (1891 - 1921).
- Pere III del Brasil  pretendent  (1921 - 1981).
- Luis I de Brasil  pretendent  (1981-present).